# Chilicola longitarsa
Chilicola longitarsa är en biart som beskrevs av Maximilian Spinola 1851. Chilicola longitarsa ingår i släktet Chilicola och familjen korttungebin. Inga underarter finns listade i Catalogue of Life.